# Perdita pallida
Perdita pallida är en biart som beskrevs av Timberlake 1954. Perdita pallida ingår i släktet Perdita och familjen grävbin. Inga underarter finns listade i Catalogue of Life.